# Hymenophyllum cincinnatum
Hymenophyllum cincinnatum là một loài dương xỉ trong họ Hymenophyllaceae. Loài này được Gepp mô tả khoa học đầu tiên năm 1917.
Danh pháp khoa học của loài này chưa được làm sáng tỏ. 